# Baie de Waccasassa
La baie de Waccasassa (Waccasassa Bay en anglais) est une baie du golfe du Mexique formée par la côte ouest de la péninsule de Floride. Elle relève du comté de Levy, en Floride.